# Штернберг (Мекленбург-Передня Померанія)
Штернберг (нім. Sternberg) — місто в Німеччині, розташоване в землі Мекленбург-Передня Померанія. Входить до складу району Людвігслуст-Пархім. Складова частина об'єднання громад Штернбергер-Зенландшафт.
Площа — 67,67 км2. Населення становить 4120 ос. (станом на 31 грудня 2020).

## Галерея

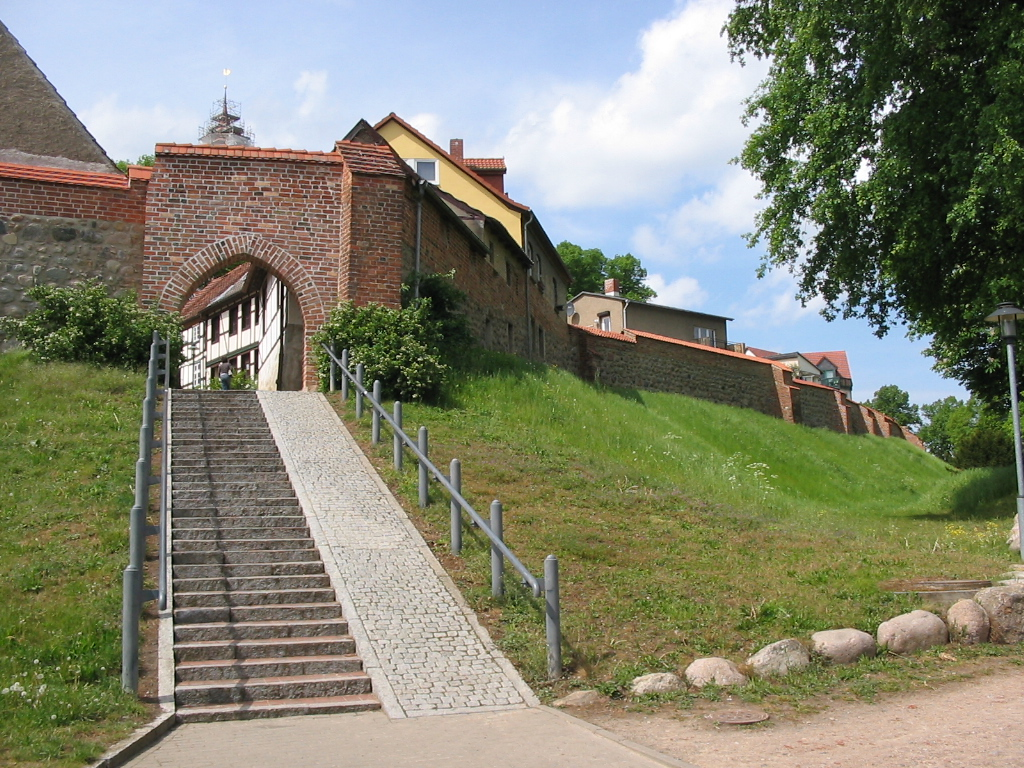
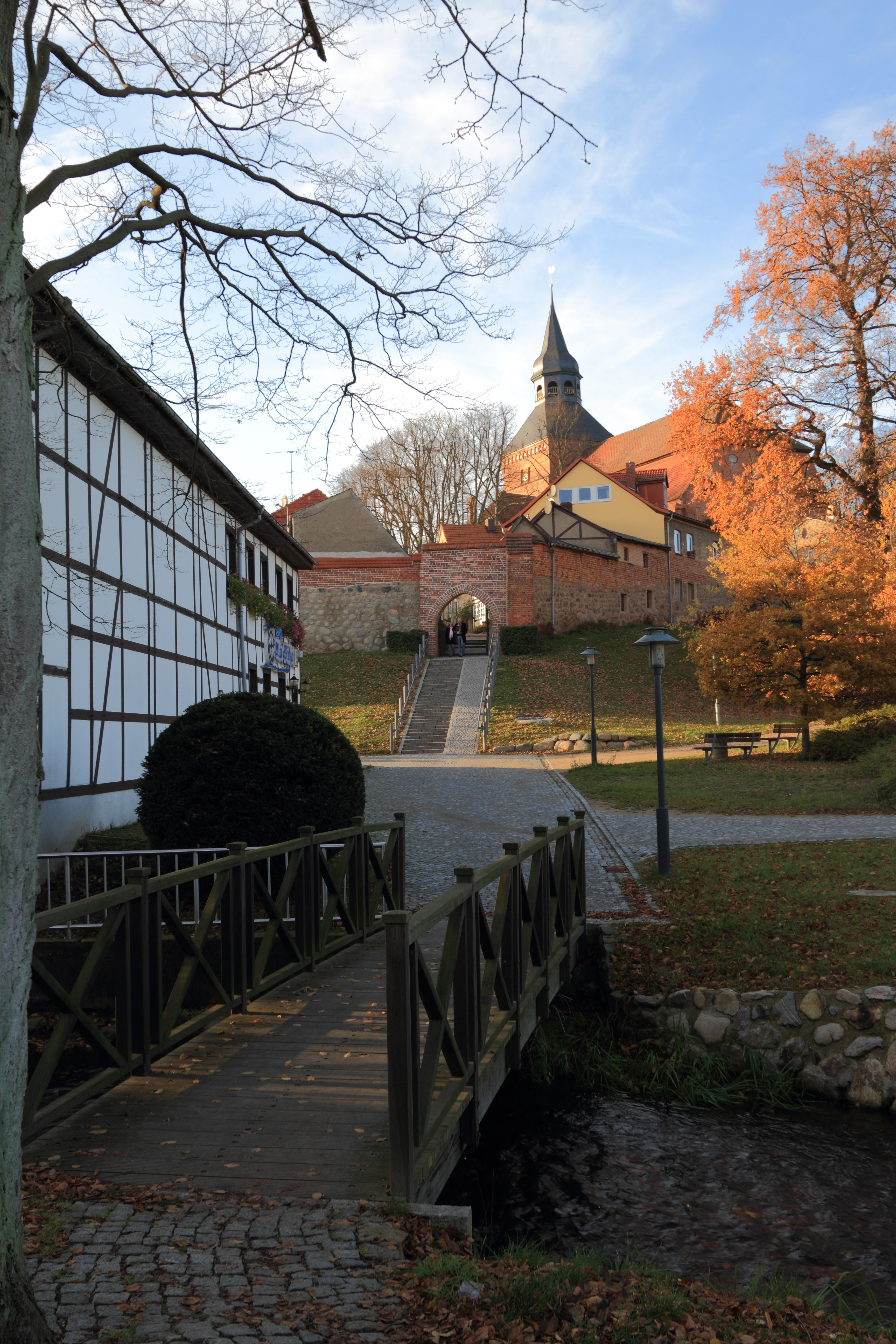
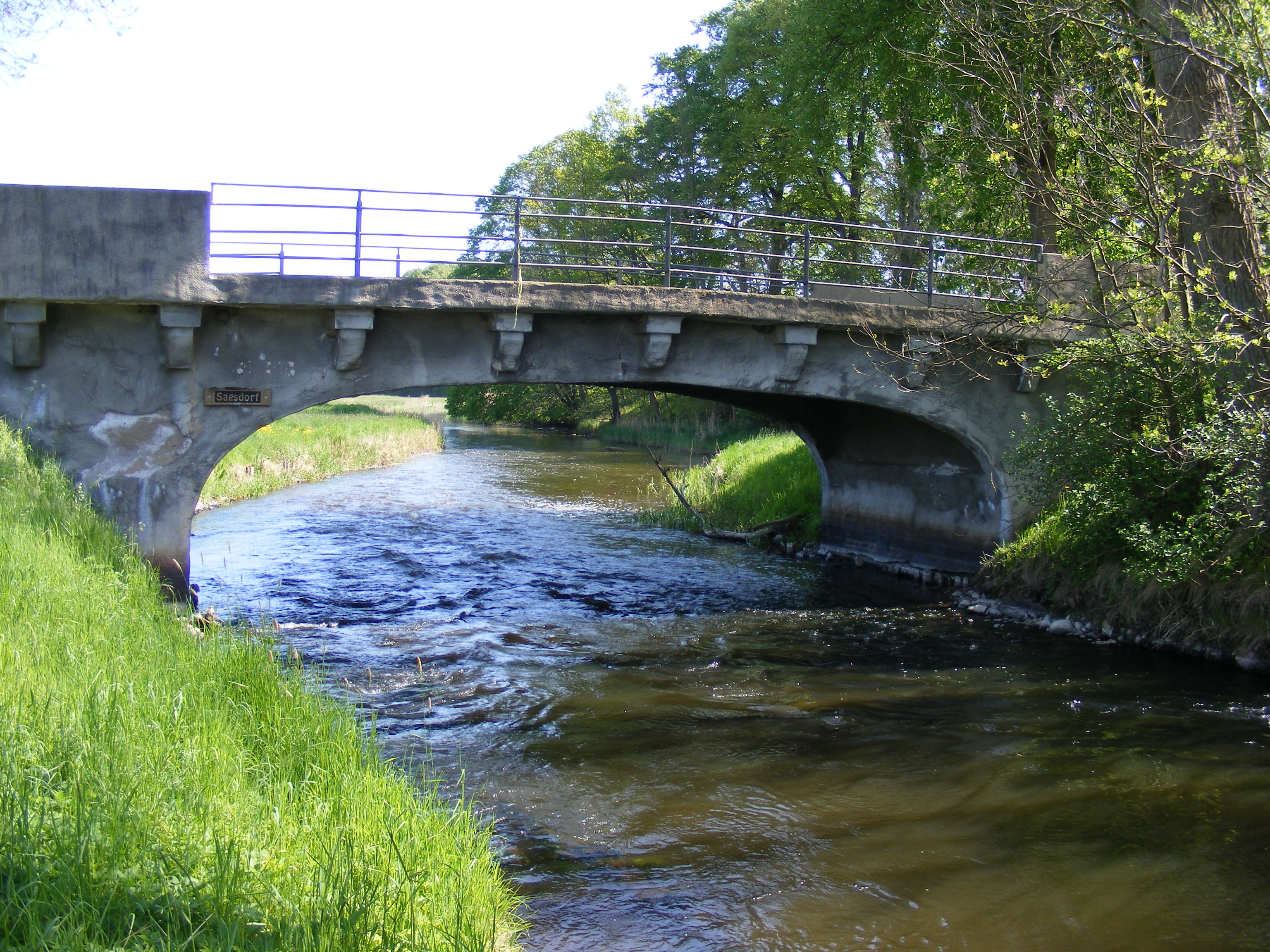
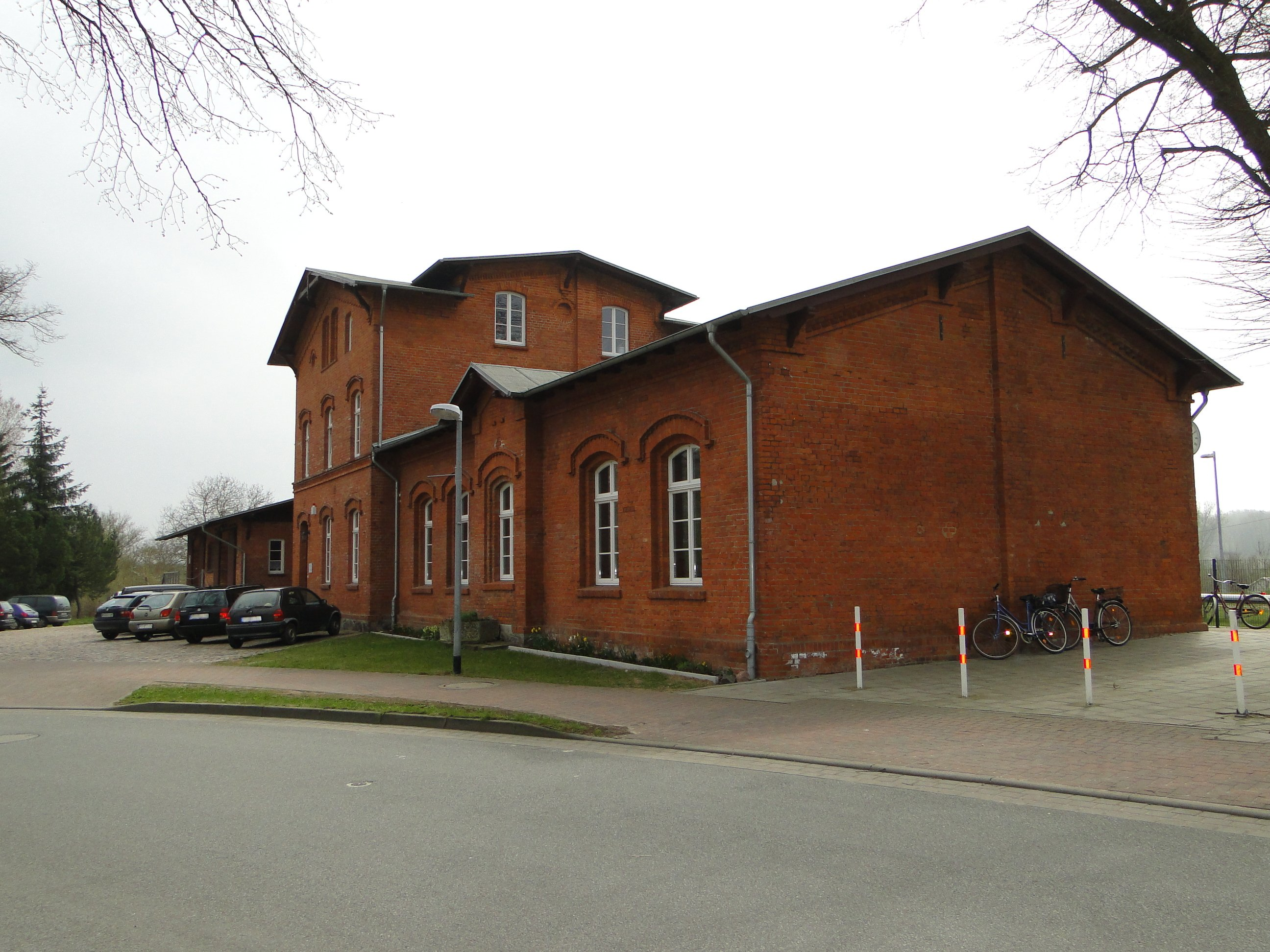
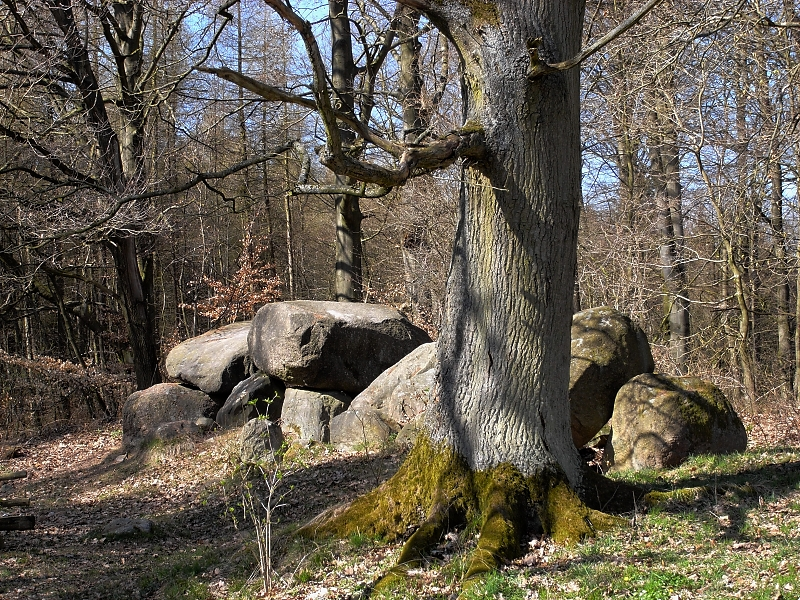